# Sarcoglottis schwackei
Sarcoglottis schwackei es una especie de orquídea de hábito terrestre, perteneciente a la subfamilia Orchidoideae. Es originaria de Sudamérica.

## Descripción
Es una orquídea de pequeño tamaño que crece como una planta herbácea de hábitos terrestres.

## Distribución
Se encuentra en Brasil de la Caatinga y el Cerrado.

## Sinonimia
- Spiranthes schwackei Cogn. in C.F.P.von Martius & auct. suc. (eds.), Fl. Bras. 3(4): 212 (1895)[1][2][3]